# Sol (kulinarstvo)
U kulinarstvu su i preradi hrane osim prevalentne kuhinjske soli, koja se većinski sastoji od natrijevog klorida, u upotrebi i nigari, koji se većinski sastoji od magnezijevog klorida, mješavine soli (npr. Podravkin patentirani Salut) i soli za konzerviranje, odnosno salamurenje (npr. nitritna sol). 
Istraživanje Hrvatske agencije za hranu 2015. godine na 1000 građana starijih od 15 godina o učestalosti konzumacije posebnih vrsta soli, svjesnosti o sadržaju joda u tim vrstama soli te važnosti konzumacije jodirane soli u RH, pokazalo je da 11,2% ispitanika konzumira posebne vrste soli. Prema tom istraživanju 90% konzumenata nejodiranih soli nije bilo svjesno kako soli koje konzumiraju ne sadrže jod, ali istovremeno su smatrali da je važna konzumacija jodirane soli. Također, među ispitanicima 70% konzumenata posebnih vrsta soli bile su žene, od kojih najveći broj pripadao dobnoj skupini od 25 do 34 godine, što su godine u kojima žene u Hrvatskoj najviše rađaju; tijekom trudnoće i dojenja veći je rizik od poremećaja uzrokovanih nedostatnim unosom joda. Zaključak istraživanja bio je da su potrošači premalo svjesni sadržaja joda u posebnim solima i važnosti konzumacije jodirane soli te da je potrebno informirati potrošače o sadržaju joda u pojedinim vrstama soli i o opasnostima koje uzrokuje deficit joda.

## Sol kao začin
Sol je uvijek slana, ali različite vrste razlikuju se intenzitetom okusa, njegovom konzistentnošću i točnošću. Vrsta soli i veličina zrna utječe na pripremu jela. Sol visoke kvalitete ne bi trebalo dodavati tijekom kuhanja jer se tako gubi njezin okus; najbolje ju je dodati jelu prije posluživanja kako bi zadržala svoj okus. U pravilu, sol uvijek treba dodati što kasnije zato što se udio tekućine u jelu smanjuje tijekom kuhanja pa hrana u konačnici može ispasti preslana. Sol daje okus i slatkim jelima, tako što naglašava slatkoću. Iako po definiciji striktno ne ulazi u kategoriju začina, poboljšava, odnosno izmjenjuje okus hrane kao što to čine i začini.

## Stupanj čistoće
Čistoća morske soli ovisi o čistoći mora. Stupanj čistoće himalajske ružičaste soli je takav da se prema Codexu Alimentariusu može potpuno nerafinirana koristiti kao kuhinjska sol. 

## Podjela

### Kuhinjska sol
Kuhinjska sol obuhvaća sljedeće vrste soli, nazvane prema izvoru ili načinu dobivanja:
- morska sol
  - cvijet soli ili solni cvijet[7]
- cvit škoja[8]
- kamena sol
- kuhana sol
- pustinjska sol[4]
- industrijska sol[9]
- prirodni derivat morske soli (nigari)
- prirodna sol
- rafinirana sol / nerafinirana sol
- evaporirana sol
- ručno brana sol

### Prema teksturi
- sitna/fina sol
- krupna/gruba sol
- kristalna sol

### Prema mineralnim dodatcima
- jodirana sol / nejodirana sol
- sol s dodatkom fluora
- sol sa povećanim sadržajem kalija
- sol sa smanjenim sadržajem natrija

### Prema boji
- bijela
- ružičasta (drugi naziv: ružičasta himalajska sol)
- žuta
- crna (vrste: kala namak / himalajska crna sol, crna lava sol / havajska crna sol, crna ritualna sol / vještičja sol)
- plava (drugi naziv: perzijska plava sol)
- crvena (drugi nazivi: havajska sol / Alaea)
- ljubičasta (vrste: ljubičasta bambusova sol, hibiskus sol)[10][11][12]

### Prema zemljopisnom podrijetlu
- - himalajska sol, tuzlanska sol, ninska sol, stonska sol, paška sol, sečovljanska sol...
- afričke perle / perlasta sol[13][14]
- bambusova sol / Jugyeom[15]
- aromatizirane soli[16]
  - vikinška / dimljena / danska sol
  - fuzije soli (podvrsta aromatiziranih soli; sol se fizički spaja s dodanim sastojcima)
- piramidasta sol[17]
- posebne vrste soli

### Ostale soli
- nitritna sol (konzervans)
- mješavina mineralnih soli

## Proizvodnja
Jodiranje
Datum jodiranja soli je označen na pakiranju. Nedostatan unos joda uzrokuje brojne funkcijske i razvojne poremećaje od kojih je najvažnije zaostajanje u psihomotornom razvoju djece. Najosjetljivije skupine na poremećaje uzrokovane nedostatkom joda, odnosno nedovoljnim unosom joda su trudnice, dojilje i djeca. Jodna deficijencija je jedini uzrok oštećenja mozga koji ima jednostavnu prevenciju. Jodirana sol je jedan od glavnih izvora joda u hrani te najdostupniji. Jodiranje soli je u svijetu najčešće korištena metoda za kontrolu i eliminaciju poremećaja uzrokovanih nedostatkom joda. Hrvatska je u prošlosti bila područje s izrazitim nedostatkom joda; nedostatak joda u hrani uzrokovao je endemsku gušavost u Slavoniji i Lici, a najznačajniji slučaj bio je u selu Rude pokraj Zagreba, zbog čega se jodiranje soli u Hrvatskoj provodi od 1953. godine. Zbog prisutnosti blagog do umjerenog nedostatka joda, u Hrvatskoj je 1996. godine uveden Naputak o jodiranju kuhinjske soli (NN 84/96) koji propisuje jodiranje s 25 mg kalijeva jodida po kilogramu soli.
Proizvodnja morske soli
Tradicionalna proizvodnja morske soli (Ručno brana morska sol)
Koristi se priroda, energije sunca i vjetra. Pod utjecajem sunca i vjetra more isparava iz plitkih i prostranih bazena u solanama.
Za tradicionalnu proizvodnju potreban je čisti okoliš, specifični klimatski uvjeti i povoljan geografski položaj. Preciznije, potrebni su brojni sunčani sati, odnosno visoke temperature i pogodni vjetrovi, posebno suhi jugo, maestral i lagana bura. U tradicionalnom načinu proizvodnje soli važnu ulogu ima petula, tanki sloj koji odvaja sol od blata. Petula je biološki filter, koji se sastoji od mikroorganizama, karbonatnih minerala, gline, gipsa i zelene alge Microcoleus corium. Crne je boje, debljine oko dva milimetra. Petula omogućuje iznimnu čistoću soli i regulira ugrađivanje brojnih minerala iz blata u sol. Petula također omogućava veću koncentraciju prirodnog joda u soli. 
Proizvodnja soli na prirodan način protječe kroz više faza, koje se odvijaju u zasebnim bazenima. Prve faze su isparavanja, a posljednja faza je kristalizacija. U posljednjoj fazi se ugušćena morska voda (salamura) pretvara iz tekućeg u kruto stanje, odnosno morska voda postane toliko prezasićena da se sol taloži na dnu bazena. Omjer u milimetrima vode koja mora ispariti i soli koja se dobije je 8:1. Sakupljanje soli naziva se žetva ili berba. Prije berbe se ispušta salamura da se sol ocijedi, odnosno da bude suha. Dok skuplja sol, solinar na nogama ima taperine kako ne bi oštetio petulu. Žetva se obavlja tako da se sol skuplja na hrpe, nakon čega se ostavi određeno vrijeme da se ocijedi pa se onda kao suha prevozi u skladište, koje može biti natkriveno ili nenatkriveno. Neke rijetke solane, kao stonska, rade drcanje, postupak u kojem ljudi miješaju more, odnosno sol da se ne zalijepi. Ona tada gubi svojstvo gipsa i ostaje uvijek sipka.  U svijetu je gotova sva proizvedena morska sol puna gipsa te se skladišti vani. Posljedično, što više pada kiša, ona se sve više stvrdnjava. Takva sol kada ide na obradu prvo se mora istuckati, a nakon toga oprati. U svijetu se 90% soli pere, zbog šporkice mora i svojstva gipsa koji se nalazi u njoj. Nakon pranja slijede centrifuga i sušenje soli na 600-650°C. Pri sušenju izgore svi minerali te ostaju samo slanost i gorčina, što je karakteristika većinskog dijela jeftine morske soli u trgovinama. Kad sezona skupljanja soli završi, u bazenima ostaje slanica (zaljev plitkoga mora velike slanoće) koja se čuva za iduću sezonu. Sezona žetve/berbe u Hrvatskoj traje prosječno 63 dana; počinje u travnju (proljeće) i traje do rane jeseni.
Cvijet soli se pojavljuje samo u toplim, tzv. "zadihanim" danima kao tanki sloj listića soli, nalik laticama cvijeća na površini mora. Dobiva se isključivo u idealnim vremenskim uvjetima, a skuplja se kada nema vjetra u ranim jutarnjim satima i kasno navečer. Danas se za uzgajanje i žetvu koriste iste tehnike kao i stoljećima prije. Bere se ručno s drvenom lopatom i mikronskim sitima.
Stonska sol je jedina sol čija je berba zaštićena srednjovjekovnim zidinama. Paška sol je zaštićeni autohtoni proizvod u EU.